# Ragnhild Söderbergh
Ragnhild Söderbergh, född 8 mars 1933 i Sofia församling i Stockholm, död 7 juli 2021 i Stockholm, var en svensk språkvetare.
Hon blev filosofie kandidat vid dåvarande Stockholms högskola 1954, filosofie  magister 1955, filosofie  licentiat 1958, och blev filosofie doktor vid Stockholms universitet 1964. Hennes doktorsavhandling hette Suffixet -mässig i svenskan. Hon var professor i barnspråk vid Stockholms universitet 1976–1983 och vid Lunds universitet 1983–1998.
Söderbergh har framför allt forskat om olika aspekter av barnspråk, bland annat om barns språkutveckling och läsinlärning. Hon har även skrivit om ordbildning i svenskan. Mellan 1957 och 1960 var hon medarbetare vid Institutet för svensk språkvård (nuvarande Språkrådet).
Hon var gift 1959–1972 med den danske ordboksredaktören dr phil. Ole Widding (1907–1992) och är mor till professor Astrid Söderbergh Widding.